# الحبيب خضر
الحبيب خضر ولد في 8 يناير 1971 في الحامة (تونس)، هو سياسي ومحامي وأستاذ جامعي تونسي، وقيادي في حركة النهضة الإسلامية.

## السيرة الذاتية
زاول الحبيب خضر تعليمه الابتدائي والثانوي في مدينة الحامة بولاية قابس جنوب تونس، انطلق بعدها لمواصلة تعليمه العالي في كلية الحقوق والعلوم الاقتصادية والسياسية بسوسة (جامعة سوسة)، ثم في كلية القانون والعلوم السياسية بتونس (جامعة تونس المنار) أين تحصل على شهادة الماجستير في قانون العقود والاستثمارات.

ابتدأ الحبيب خضر مسيرته السياسية سنة 1991 كممثل للطلبة في المجلس الوطني العلمي، كما كان من أنصار الفكر الإسلامي بتونس، لهذا السبب تم سجنه مرتين لمدة قصيرة خلال حكم الرئيس زين العابدين بن علي.

بدأ عمله المهني في 2000 أين أصبح محامي، ثم في 2002 أصبح في نفس الوقت أستاذ بجامعة تونس.

بعد الثورة التونسية في 2011، انتخب في انتخابات 23 أكتوبر 2011 في المجلس الوطني التأسيسي عن النهضة في دائرة قابس الانتخابية. انتخب الحبيب خضر في 1 فبراير 2012 لمنصب المقرر العام لللدستور الجديد الذي سيصوغه المجلس، وذلك بعد حصوله على 114 صوت مقابل 83 لمنافسه الفاضل موسى، وبهذا هو مقرر الهيئة المشتركة للتنسيق والصياغة، وكذلك عضو لجنة التوافقات.

منذ الثورة في 2011 هو كذلك عضو مكتب الشؤون القانونية لحزب حركة النهضة.

انتخب بعد ذلك كنائب في مجلس نواب الشعب بعد انتخابات 26 أكتوبر 2014 عن النهضة في دائرة قابس الانتخابية. في هذا المجلس كان بين ديسمبر 2014 وفبراير 2015 عضو اللجنة الخاصة للنظام الداخلي، عين إثرها في مكتب المجلس كمساعد الرئيس المكلف بالعلاقات مع السلطة القضائية والهيئات الدستورية حتى أكتوبر 2016، التاريخ الذي أصبح فيه عضو لجنة النظام الداخلي والحصانة والقوانين البرلمانية والقوانين الانتخابية واللجنة الانتخابية.

## المنشورات
- نصوص مركزية للدولة التونسية (2011-2014)، مجمع الأطرش للكتاب المختص، تونس، 2015.
- الوجيز في شرح الدستور، مجمع الأطرش للكتاب المختص، تونس، 2017.

## الحياة الشخصية
الحبيب خضر متزوج وله طفل.

## مقالات ذات صلة
- حركة النهضة (تونس).

## روابط خارجية
- السيرة الذاتية للحبيب خضر على موقع مرصد المجلس الوطني التأسيسي التابع لمنظمة البوصلة.
- السيرة الذاتية للحبيب خضر على موقع مرصد مجلس نواب الشعب التابع لمنظمة البوصلة.